# Fyrtio hadither (bok)
Fyrtio hadither (persiska: شرح چهل حدیث) är en bok av ayatolla Sayyid Ruhollah Mousavi Khomeini bestående av kommentarer till 40 utvalda återberättelser från den islamiske profeten Muhammed och Ahl al-Bayt gällande moral och spiritualitet. Det ursprungliga verket var på persiska och blev klart år 1939. Boken har översatts till engelska. Ayatolla Khomeini har nämnt hadither som hjälper en att höja sin status genom intellektet, tillit till Gud, människans naturliga instinkter att söka efter Gud och att frukta Gud.